# Zygmunt Bobola
Zygmunt Bobola z Piasków herbu Leliwa (ur. 1661, zm. 12 września 1683) – dzierżawca Strachociny, ostatni z Bobolów.
Najstarszy syn Andrzeja Boboli (zm. 1668) i Marcjanny z Trembeckich. Zygmunt za pozwoleniem królewskim, w roku 1676 odziedziczył wieś Strachocinę. Był bratem Jana i Franciszka – Stanisława (1652–1668) Bobolów oraz Katarzyny zamężnej z Witowskim.
Zygmunt Bobola brał czynny udział w bitwie wiedeńskiej w 1683 roku, gdzie zginął.